# Leonard Barsoton
Leonard Kiplimo Barsoton (* 21. Oktober 1994) ist ein kenianischer Langstreckenläufer, der vor allem in Cross- und Straßenläufen an den Start geht. 2017 wurde er Vizeweltmeister im Crosslauf.

## Sportliche Laufbahn
Leonard Barsoton tritt seit 2011 in Wettkämpfen in den Laufdisziplinen an. 2013 trat er bei den nationalen Juniorenmeisterschaften im Crosslauf an und konnte den zweiten Platz belegen, der ihm die Teilnahme an den Crosslauf-Weltmeisterschaften in Bydgoszcz sicherte. Dort trat er im Juniorenrennen an und konnte ebenfalls die Silbermedaille gewinnen. 2014 trat er im März bei den Crosslauf-Afrikameisterschaften in Kampala an. Barsoton sicherte sich nach 12 Kilometern die Goldmedaille gefolgt von vier weiteren kenianischen Athleten, die darüber hinaus auch in allen anderen Entscheidungen (bei den Frauen und im Juniorenbereich) als Sieger hervorgingen, vor den härtesten Konkurrenten aus Äthiopien und den Gastgebern aus Uganda. Im Oktober lief Barsoton in Yamaguchi eine Zeit von 27:20,74 min über 10.000 Meter und schob sich damit auf den fünften Platz in der Bestenliste des Jahres 2014 über diese Distanz. 2015 trat er im Erwachsenenrennen bei den Crosslauf-Weltmeisterschaften in Guiyang an, in dem er den fünften Platz belegen konnte. Im September nahm er über 10.000 Meter an den Afrikaspielen in Brazzaville teil, bei denen er mit einer Zeit von 27:27,55 min die Silbermedaille gewinnen konnte.
2017 trat Barsoton im März bei den Crosslauf-Weltmeisterschaften an, die in Kampala ausgetragen wurden, bei denen er mit einer Zeit von 28:36 min Vizeweltmeister wurde. Einen Monat zuvor siegte er bereits bei den Kenianischen Crosslauf-Meisterschaften. Im September nahm er in Kopenhagen an seinem ersten Wettkampf über die Halbmarathondistanz teil, bei dem er mit einer Zeit von 59:28 min den fünften Platz belegen konnte. 2018 nahm er im Frühjahr an den Halbmarathon-Weltmeisterschaften in Valencia teil, bei denen er den zwölften Platz belegen konnte. 2019 lief Barsoton im Oktober beim Valencia-Halbmarathon in 59:09 min eine neue Bestzeit, mit der er seitdem den 46. Platz auf den ewigen Weltbestenliste in dieser Disziplin belegt. 2020 belegte er den sechsten Platz bei den Halbmarathon-Weltmeisterschaften im polnischen Gdynia. Zusammen mit seinen kenianischen Landsleuten Kibiwott Kandie und Benard Kimeli konnte er in der Teamentscheidung die Goldmedaille gewinnen. Im November wurde er Fünfter beim Delhi-Halbmarathon, bei dem er nur eine Sekunde hinter seiner Bestleistung zurückblieb.
Bis 2019 lief Barsoton in Japan für das Firmenteam von Nissin Foods.

## Wichtige Wettbewerbe
| Jahr              | Veranstaltung                    | Ort               | Platz             | Disziplin         | Zeit / Punkte     |
| Startet für Kenia | Startet für Kenia                | Startet für Kenia | Startet für Kenia | Startet für Kenia | Startet für Kenia |
| ----------------- | -------------------------------- | ----------------- | ----------------- | ----------------- | ----------------- |
| 2013              | Crosslauf-Weltmeisterschaften    | Bydgoszcz         | 2.                | Juniorenrennen    | 21:08 min         |
| 2013              | Crosslauf-Weltmeisterschaften    | Bydgoszcz         | 2.                | Team              | 26 Punkte         |
| 2014              | Crosslauf-Afrikameisterschaften  | Kampala           | 1.                | Erwachsenenrennen | 34:26 min         |
| 2014              | Crosslauf-Afrikameisterschaften  | Kampala           | 1.                | Team              | 10 Punkte         |
| 2015              | Crosslauf-Weltmeisterschaften    | Guiyang           | 5.                | Erwachsenenrennen | 35:24 min         |
| 2015              | Crosslauf-Weltmeisterschaften    | Guiyang           | 2.                | Team              | 20 Punkte         |
| 2015              | Afrikaspiele                     | Brazzaville       | 2.                | 10.000 m          | 27:27,55 min      |
| 2017              | Crosslauf-Weltmeisterschaften    | Kampala           | 2.                | Erwachsenenrennen | 28:36 min         |
| 2017              | Crosslauf-Weltmeisterschaften    | Kampala           | 2.                | Team              | 22 Punkte         |
| 2018              | Halbmarathon-Weltmeisterschaften | Valencia          | 12.               | Halbmarathon      | 1:01:14 h         |
| 2020              | Halbmarathon-Weltmeisterschaften | Gdynia            | 6.                | Halbmarathon      | 59:34 min         |
| 2020              | Halbmarathon-Weltmeisterschaften | Gdynia            | 1.                | Team              | 2:58:10 h         |

## Persönliche Bestleistungen
Freiluft
- 5000 m: 13:16,25 min, 18. April 2015, Hiroshima
- 10.000 m: 27:20,74 min, 10. Oktober 2014, Yamaguchi

Straße
- 10-km-Lauf: 27:42 min, 28. Februar 2016, San Juan
- Halbmarathon: 59:09 min, 27. Oktober 2019, Valencia
- Marathon: 2:09:06 h, 19. März 2023, Barcelona